# Leopold Leon Lewandowski
Leopold Leon Lewandowski (ur. 14 marca 1831 w Kaliszu, zm. 22 listopada 1896 w Warszawie) – skrzypek, dyrygent, kompozytor, dyrektor orkiestry, publicysta.
Leopold był synem kaliskiego weterynarza Jakuba Levi i Rozalii Leontyny Wolfsohn. W 1840 rodzina przeszła na wyznanie ewangelicko-augsburskie i zmieniła nazwisko na Lewandowski, przyjmując przy chrzcie dodatkowe chrześcijańskie imiona. Leopold, starszy kolega szkolny poety Adama Asnyka i lekarza Henryka Dobrzyckiego, pobierał nauki w Wyższej Szkole Realnej w Kaliszu. Zadebiutował w rodzinnym mieście jako skrzypek w wieku lat 15.
Mając 19 lat przeniósł się do Warszawy, gdzie po wygraniu konkursu na stanowisko został zaangażowany jako skrzypek do orkiestry Teatru Wielkiego. Pracował tam przez wiele lat, uzupełniając jednocześnie swe wykształcenie muzyczne lekcjami u Jana Hornziela i Kazimierza Baranowskiego, dorabiając jako skrzypek na wieczorach tanecznych w prywatnych domach.
Ok. r. 1855 Lewandowski posiadał już własną orkiestrę, z którą występował najpierw na Woli, i po reorganizacji w roku 1857 w znanym warszawskim Teatrze Rozmaitości w Ogrodzie Saskim. Zarabiał duże sumy występując z nią na balach i imprezach tanecznych i uzyskał w stolicy olbrzymią popularność. Jednocześnie nie zaniedbywał muzyki poważnej, grając w Kwartecie Warszawskim, znanym jako kwartet smyczkowy Baranowskiego.
Dorobek kompozytorski Lewandowskiego obejmuje ok. 350 utworów. Komponował muzykę taneczną, opartą głównie na motywach ludowych: mazury, polki, walce, kujawiaki, oberki, ale do jego dorobku należą także tańce salonowe, jak polonezy, kadryle i kontredans. Sławę europejską przyniosły mu szczególnie modne wówczas mazury, które grano i wydawano w wielu stolicach europejskich, jak Berlin, Paryż czy Wiedeń.
Lewandowski działał także pod pseudonimem Lopek jako autor humoresk, anegdot i szkiców z życia Warszawy, wyróżniając się dobrą znajomością typów ludowych i gwary warszawskiej. Pseudonim Lopek przejął po nim urodzony w r. 1901 pobratymiec krwi, aktor Kazimierz Krukowski.
Żonaty z Aleksandrą Lutostańską, miał z nią cztery córki: Paulinę, Klotyldę, Wandę Karolinę i Stefanię. Prawdopodobnie z okazji ślubu zmienił ponownie wyznanie na rzymskokatolickie, gdyż pochowany został na warszawskich Powązkach. Grób nadal istnieje (kwatera F/G-6-18/19).

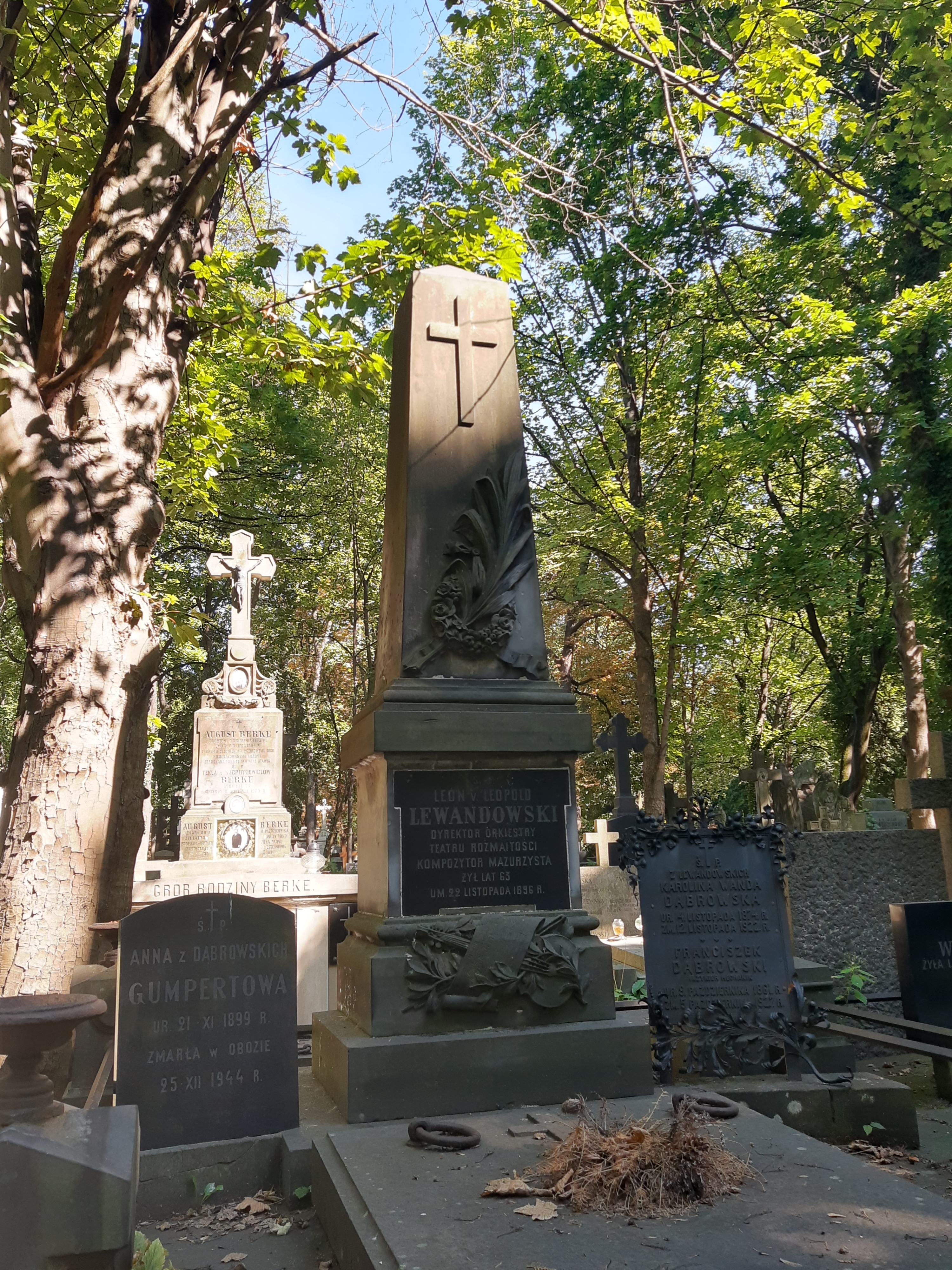
Grób Leopolda Lewandowskiego na Starych Powązkach